# Vandal Hearts: Flames of Judgment
Vandal Hearts: Flames of Judgment è un videogioco di ruolo tattico del 2010, sviluppato da Hijinx Studios e pubblicato da Konami per PlayStation 3 e Xbox 360. Si tratta di un prequel di Vandal Hearts, titolo uscito nel 1996 per PlayStation.
Vandal Hearts: Flames of Judgment è stato commercializzato il 20 gennaio 2010 in Nord America, il 28 gennaio 2010 in Giappone e il 4 marzo 2010 in Europa.

## Modalità di gioco
Flames of Judgment è un gioco di ruolo strategico a turni, in cui i giocatori ingaggiano la loro squadra di guerrieri in combattimenti a turni su una griglia isometrica tridimensionale contro quella controllata dall'avversario. Ogni personaggio esegue un'azione ogni turno in cui può muoversi, quindi utilizzare un'arma, un oggetto o un'abilità magica. Ogni azione aumenta l'abilità del personaggio, salendo lentamente di livello in generale man mano che il giocatore fa progressi nella storia principale.

## Accoglienza
Daemon Hatfield di IGN ha assegnato a Flames of Judgment un 7.3, elogiando il gameplay tradizionale e criticando la grafica e l'art design.